# Slasher (série de televisão)
Slasher é uma série de televisão canadense antológica de terror. Produzida em associação com a rede canadense Super Channel, é a primeira série original da Chiller, que a estreou em 4 de março de 2016. A Super Channel a estreou no Canadá em 1 de abril de 2016.
A primeira temporada tem como foco uma figura misteriosa conhecida como "O Carrasco", aterrorizando a cidade fictícia de Waterbury, Canadá. Suas filmagens ocorreram entre julho e outubro de 2015, em Sudbury, Parry Sound e Sault Ste. Marie, Ontário.
Em maio de 2017, a série foi renovada para uma segunda temporada, com filmagens alocadas em Ontario, no Canadá. Em 20 de agosto de 2018, a série foi renovada para uma terceira temporada.

## Antecedentes
Slasher emprega um formato de antologia de longa temporada, com um enredo de mistério abrangente que será resolvido após a conclusão da temporada. Aaron Martin, o criador e produtor da série revelou que sua inspiração para esse formato surgiu através de American Horror Story, afirmando que, Slasher poderiam ter temporadas subsequentes, o estilo das histórias independentes de AHS seria usado juntamente com, idealmente, a dependência de atores de temporadas anteriores possivelmente para retratar novos papéis.

## Elenco

### Elenco
- Elenco regular
- Convidado/Participação
- Elenco recorrente
- Ator não teve participação na temporada

| Ator/Atriz                          | Personagem por Temporada | Personagem por Temporada      | Personagem por Temporada | Personagem por Temporada | Personagem por Temporada |
| Ator/Atriz                          | The Executioner          | Guilty Party                  | Solstice                 | Flesh & Blood            | Ripper                   |
| ----------------------------------- | ------------------------ | ----------------------------- | ------------------------ | ------------------------ | ------------------------ |
| Katie McGrath                       | Sarah Bennett            | —                             | —                        | —                        | —                        |
| Brandon Jay McLaren                 | Dylan Bennett            | —                             | —                        | —                        | —                        |
| Steve Byers                         | Cam Henry                | —                             | —                        | —                        | Andrew May Jr.           |
| Christopher Jacot                   | Robin Turner             | Antoine                       | —                        | Seamus Galloway          | Terrence Crenshaw        |
| Dean McDermott                      | Iain Vaughn              | Alan Haight                   | Dan Olensky              | —                        | —                        |
| Patrick Garrow                      | Tom Winston              | —                             | —                        | Ray Craft                | —                        |
| Joanne Vannicola                    | Debbie                   | Renée                         | Amber Ciotti             | Amber Ciotti             | Enid Jenkins             |
| Paula Brancati                      | Jana Singer              | Dawn Duguin                   | Violet Dimashke          | Christy Martin           | Viviana Botticelli       |
| Jim Watson                          | Alan Henry (jovem)       | Noah Jenkins                  | Xander Lemmon            | —                        | —                        |
| Jefferson Brown                     | Trent McBread            | Gene                          | Wyatt                    | Merle                    | Horatio Dixon            |
| Paulino Nunes                       | —                        | Mark Rankin                   | Frank Dixon              | —                        | —                        |
| Leslie Hope                         | —                        | Judith Berry                  | —                        | —                        | —                        |
| Lovell Adams-Gray                   | —                        | Peter Broome                  | —                        | —                        | —                        |
| Sebastian Pigott                    | —                        | Owen "Wren" Turnbull          | —                        | —                        | —                        |
| Madison Cheeatow                    | —                        | Keira                         | —                        | —                        | —                        |
| Lisa Berry                          | —                        | —                             | Detetive Roberta Hanson  | —                        | Dra. Melanda Israel      |
| Baraka Rahmani                      | —                        | —                             | Saadia Jalalzai          | —                        | —                        |
| Mercedes Morris                     | —                        | —                             | Jen Rijkers              | —                        | Shanika                  |
| Salvatore Antonio                   | —                        | —                             | Angel Lopez              | —                        | Salomé                   |
| Gabriel Darku                       | —                        | —                             | Connor Rijkers           | —                        | Detetive Kenneth Rijkers |
| Ilan Muallem                        | —                        | —                             | Joe Dimashke             | —                        | —                        |
| A.J. Simmons                        | —                        | —                             | —                        | Vincent Galloway         | —                        |
| Alex Ozerov                         | —                        | —                             | —                        | Theo Galloway            | —                        |
| David Cronenberg                    | —                        | —                             | —                        | Spencer Galloway         | —                        |
| Rachael Crawford                    | —                        | —                             | —                        | Grace Galloway           | —                        |
| Sabrina Grdevich                    | Nancy Vaughn             | —                             | —                        | Florence Galloway        | Venetia Botticelli       |
| Jeananne Goossen                    | —                        | —                             | —                        | Dra. Persephone Trinh    | —                        |
| Sydney Meyer                        | —                        | —                             | —                        | Livinia "Liv" Vogel      | —                        |
| Thom Allison                        | —                        | —                             | —                        | —                        | George Rondeau           |
| Daniel Kash                         | —                        | —                             | —                        | —                        | Isaac Kashtinsky         |
| Sadie Laflamme-Snow                 | —                        | —                             | —                        | —                        | Verdi Botticelli         |
| Clare McConnell                     | —                        | —                             | —                        | —                        | Regina Simcoe            |
| Brandon Oakes                       | —                        | —                             | —                        | —                        | Eddie Jacobs             |
| Eric McCormack                      | —                        | —                             | —                        | —                        | Basil Garvey             |
| Personagem por Temporada Recorrente |                          |                               |                          |                          |                          |
| Erin Karpluk                        | Heather Peterson         | —                             | Kaili Greenberg          | —                        | —                        |
| Rob Stewart                         | Alan Henry               | —                             | —                        | —                        | Andrew May Sr.           |
| Mayko Nguyen                        | Alison Shuterland        | —                             | —                        | —                        | —                        |
| Enuka Okuma                         | Lisa An Follows          | —                             | —                        | —                        | —                        |
| Kaitlynn Leeb                       | —                        | Susan Lam                     | —                        | —                        | —                        |
| Ty Olsson                           | —                        | Benny Ironside (Glenn Morgan) | —                        | —                        | —                        |
| Melinda Shankar                     | —                        | Talvinder Gill                | —                        | —                        | —                        |
| Rebecca Liddiard                    | —                        | Andi Criss                    | —                        | —                        | —                        |
| Robert Cormier                      | —                        | —                             | Kit Jennings             | —                        | —                        |
| Ishan Davé                          | —                        | —                             | Punjit Singh             | —                        | —                        |
| Rosie Simon                         | —                        | —                             | Amy Chao                 | —                        | —                        |
| Genevieve DeGraves                  | —                        | —                             | Cassidy Olenski          | —                        | Margaret Mehar           |
| Landon Norris                       | —                        | —                             | Charlie                  | —                        | —                        |
| Patrice Goodman                     | —                        | —                             | Justine Rijkers          | Birgit Vogel             | Matrona da prisão        |
| Breton Lalama                       | —                        | —                             | —                        | O'Keeffe Galloway        | —                        |
| Corteon Moore                       | —                        | —                             | —                        | Jayden Galloway          | —                        |
| Nataliya Rodina                     | —                        | —                             | —                        | Aphra Galloway           | Daisy Zywiecki           |

## Personagens

### 1 Temporada: O Carrasco

#### Principal
- Katie McGrath como Sarah Bennett. Um artista, Sarah retorna com o marido para Waterbury, onde se torna proprietária de sua própria galeria de arte. Ela tenta descobrir como e por que os assassinatos estão ocorrendo. O criador Aaron Martin descreveu Sarah como mais de um tipo Nancy Drew do que a de uma clássica " garota final " comumente encontrada em filmes de terror .
- Brandon Jay McLaren como Dylan Bennett, marido de Sarah e editor-chefe do jornal local, o Waterbury Bulletin .
- Steve Byers como Cam Henry, membro da força policial de Waterbury.
- Patrick Garrow como Tom Winston, o Executivo original que assassinou os pais de Sarah em 1988 e que aconselha Sarah nos assassinatos do novo Executivo no presente.
- Dean McDermott como Iain Vaughn, chefe da polícia de Waterbury.
- Christopher Jacot como Robin Turner, que, após a morte de seu marido, Justin, deve lidar com a bagunça comercial que ele deixou para trás.
- Wendy Crewson como Brenda Merrit, avó materna de Sarah, que retorna a Waterbury para cuidar de Sarah e Dylan.

#### Recorrente
- Jessica Sipos como June Henry, esposa de Cam, que trabalha como EMT e mostra ciúme sobre o relacionamento de Cam com Sarah.
- Mary Walsh como Verna McBride, vizinha de Sarah e Dylan, que julgou quase imediatamente sobre os dois.
- Enuka Okuma como Lisa Ann Follows, uma ex-advogada de justiça criminal, agora jornalista e apresentadora de talk show com sede em Nova York.
- Erin Karpluk como Heather Peterson. Ela está profundamente assombrada e obcecada com o desaparecimento de sua filha, Ariel, que ocorreu 5 anos antes do show começar. Karpluk equiparou Heather à Log Lady , assim como o personagem Twin Peaks , Heather parece ter um sexto sentido sobre os residentes de Waterbury e seus segredos escuros.
- Mayko Nguyen como Alison Sutherland, editora do Waterbury Bulletin e chefe da Dylan.
- Rob Stewart como Alan Henry, o pai de Cam, um pastor da igreja e o sobrevivente / testemunha do assassinato dos pais de Sarah. Ele fez visitas ocasionais a Tom Winston na prisão para prestar conselhos religiosos.
- Jefferson Brown como Trent McBride, o sobrinho de Verna, o antigo parceiro da EMT de junho, e um caçador entusiasta e taxidermista.
- Mark Ghanimé como Justin Faysal, que com o marido Robin comprou várias propriedades em Waterbury, incluindo a localização da loja que serve como galeria de arte de Sarah.
- Dylan Taylor como Bryan Ingram, o pai de Sarah
- Alysa King como Rachel Ingram, a mãe de Sarah
- Victoria Snow, como Sonja Edwards, a ex-amiga de infância de Brenda e a vítima pretendida em uma noite de baile em 1968.
- Hannah Endicott-Douglas como Ariel Peterson, filha desaparecida de Heather
- Shawn Ahmed como Sharma, um oficial na força policial de Waterbury
- Booth Savage como Ronald Edwards, o prefeito de Waterbury
- Susannah Hoffman como Marjorie Travers, uma prostituta e viciada em drogas

### 2 Temporada: Os Culpados

#### Principal
- Leslie Hope como Judith Berry, um membro da comunidade, que teve um vício em drogas, ocasionalmente se corta.
- Lovell Adams-Gray como Peter Broome / Burrow, ex-conselheiro, e ex-namorado de Andi.
- Jim Watson como Noah Jenkins, um ex-conselheiro do acampamento. Cinco anos atrás, Talvinder manipulou Noah para fazer coisas para ela, fazendo parecer que ela queria ser sua namorada.
- Paula Brancati como Dawn Duguin, ex-conselheira do acampamento. Cinco anos atrás, Dawn e Talvinder eram amigas, mas Talvinder impediu Dawn de ter um relacionamento com Ryan, fazendo com que Dawn a odiasse.
- Christopher Jacot como Antoine, um instrutor de massagista de ioga, e marido legal de Renee, apesar de ser gay.
- Paulino Nunes como Mark Rankin: Um ex-advogado que chegou à comunidade depois de quase ser morto pelo pai da vítima de um homem que ele defendeu com sucesso.
- Ty Olsson como Benny Ironside / Glenn Morgan, um ex-prisioneiro.
- Joanne Vannicola como Renée, uma das líderes da comunidade ao lado de seu marido de aluguel, Antoine, embora seja lésbica.
- Sebastian Pigott como Owen "Wren" Turnbull, filho de Judith. Ele foi conselheiro no Camp Motega há cinco anos. Ele tinha uma obsessão doentia por Talvinder.
- Madison Cheeatow como Keira, uma ex-enfermeira, que veio para comunidade depois que ela acidentalmente matou um paciente.

#### Recorrente
- Melinda Shankar como Talvinder Gill, uma nova conselheira do acampamento. Uma garota manipuladora, ela brincou com a gentileza dos outros conselheiros.
- Kaitlyn Leeb como Susan Lam, mãe e esposa, e uma vez amiga de Andi e Dawn.
- Rebecca Liddiard como Andi Criss, ex-namorada de Peter.
- Dean McDermott como Alan Haight, um homem cujo filho morreu em um acidente.
- Rebecca Amzallag como Stephanie, uma mulher com quem Mark estava tendo um caso antes de chegar à comunidade.
- Jefferson Brown como Gene, o fornecedor e distribuidor de suprimentos para a comuna.
- Kyle Buchanan como Simon, atual namorado de Andi.
- Simu Liu como Luke, o marido gentil e um pouco indiferente de Susan.
- Sophia Walker como Megan, uma caminhante.
- Kimberly-Sue Murray como Janice, namorada de Gene.
- Luke Humphrey como Glenn Morgan / R. G., ex-traficante de drogas, e encarcerado na mesma prisão que Benny.
- Jon McLaren como Ryan, um conselheiro do Camp Motega há cinco anos.

## Episódios

### Primeira temporada:O Carrasco(2016)
| Episódios | No. | Título                                           | Diretor(es)         | Escritor(es) | Exibição            | Audência (em milhões) |
| --- | --- | ------------------------------------------------ | ------------------- | ------------ | ------------------- | --------------------- |
| 1 | 1   | "Olho Por Olho"                                  | Craig David Wallace | Aaron Martin | 4 de março de 2016  | 0.12                  |
| Dylan protesta contra a cobertura do jornal local sobre a volta de Sarah, que conhece a vizinhança excêntrica e reencontra alguns rostos do passado. |     |                                                  |                     |              |                     |                       |
| 2 | 2   | "Cavando o Próprio Túmulo Com Os Dentes"         | Craig David Wallace | Aaron Martin | 4 de março de 2016  | 0.11                  |
| Após receber uma mensagem enigmática, Sarah investiga o remetente com uma ajuda inesperada. Robin tem um contato bem próximo com o assassino.        |     |                                                  |                     |              |                     |                       |
| 3 | 3   | "O Fogo Tudo Queima"                             | Craig David Wallace | Aaron Martin | 11 de março de 2016 | 0.07                  |
| Verdades inconvenientes assombram Robin, que arca com altas cifras pelos crimes de Justin, e Brenda, que paga caro por um crime antigo.              |     |                                                  |                     |              |                     |                       |
| 4 | 4   | "A Água Apaga o Fogo"                            | Craig David Wallace | Aaron Martin | 18 de março de 2016 | 0.07                  |
| Só para confundir a polícia, o mais novo principal suspeito agora é a vítima mais recente. Alguém próximo a Cam está na mira do Carrasco.            |     |                                                  |                     |              |                     |                       |
| 5 | 5   | "Da Boca Pra Fora"                               | Craig David Wallace | Aaron Martin | 25 de março de 2016 | 0.05                  |
| As acusações correm soltas contra Sarah e o pai de Cam. Alison toma uma atitude para conquistar os holofotes.                                        |     |                                                  |                     |              |                     |                       |
| 6 | 6   | "Aquele Que Compartilha Suas Próprias Entranhas" | Craig David Wallace | Aaron Martin | 1 de abril de 2016  | 0.08                  |
| Tom Winston faz revelações desconfortáveis sobre o passado de Sarah. Para Vaughn, dói ocultar a verdade sobre sua própria história.                  |     |                                                  |                     |              |                     |                       |
| 7 | 7   | "Punição Por Orgulho"                            | Craig David Wallace | Aaron Martin | 8 de abril de 2016  | 0.08                  |
| Sarah descobre o que está por trás de seu relacionamento com Dylan. Para protegê-la, Tom foge da cadeia.                                             |     |                                                  |                     |              |                     |                       |
| 8 | 8   | "Logo Tudo Fará Sentido"                         | Craig David Wallace | Aaron Martin | 15 de abril de 2016 | 0.09                  |
| Ao se libertar da desonestidade de Dylan, Sarah deixa vir à tona o que sente por Cam, mas um gran finale sangrento está nos planos do Carrasco.      |     |                                                  |                     |              |                     |                       |

### Segunda temporada:Os Culpados(2017)
| Episódios | No. | Título                  | Diretor(es)      | Escritor(es)                | Exibição              | Audência (em milhões) |
| --- | --- | ----------------------- | ---------------- | --------------------------- | --------------------- | --------------------- |
| 1 | 9   | "Enterrada"             | Felipe Rodriguez | Aaron Martin                | 17 de outubro de 2017 | ASD                   |
| Cinco anos depois de ocultar um assassinato, os monitores de um acampamento de verão, atormentados pela culpa, retornam à cena do crime.                            |     |                         |                  |                             |                       |                       |
| 2 | 10  | "Entre o Bem e o Mal"   | Felipe Rodriguez | Jana Sinyor                 | 17 de outubro de 2017 | ASD                   |
| Depois que um corpo é encontrado e um hóspede desaparece, os dois grupos descobrem que estão presos no acampamento sem comunicação com o mundo.                     |     |                         |                  |                             |                       |                       |
| 3 | 11  | "Mártir"                | Felipe Rodriguez | James Hurst                 | 17 de outubro de 2017 | ASD                   |
| A lista de vítimas aumenta e o número de suspeitos diminui. Agora os dois grupos são forçados a cooperar apesar das suspeitas mútuas.                               |     |                         |                  |                             |                       |                       |
| 4 | 12  | "A Noite dos Caçadores" | Felipe Rodriguez | Aaron Martin Naledi Jackson | 17 de outubro de 2017 | ASD                   |
| As histórias do passado de vários personagens revelam ligações surpreendentes. E um inocente é envolvido no drama.                                                  |     |                         |                  |                             |                       |                       |
| 5 | 13  | "De Mal a Pior"         | Felipe Rodriguez | Lucie Pagé                  | 17 de outubro de 2017 | ASD                   |
| O terrível passado e a falsa identidade de um membro da comunidade são descobertos. Mas pode ser tarde demais para salvar o companheiro de acampamento sequestrado. |     |                         |                  |                             |                       |                       |
| 6 | 14  | "Sinal de Fumaça"       | Felipe Rodriguez | Floyd Kane                  | 17 de outubro de 2017 | ASD                   |
| Desesperados para descobrir a identidade do assassino, os sobreviventes simulam um interrogatório para desvendar a verdade.                                         |     |                         |                  |                             |                       |                       |
| 7 | 15  | "Madrugada dos Mortos"  | Felipe Rodriguez | Amanda Fahey                | 17 de outubro de 2017 | ASD                   |
| A interpretação errada das pistas aponta para caminhos sem saída. Com novas descobertas, um dos membros do acampamento questiona o motivo do massacre.              |     |                         |                  |                             |                       |                       |
| 8 | 16  | "O Passado Nunca Morre" | Felipe Rodriguez | Aaron Martin                | 17 de outubro de 2017 | ASD                   |
| O assassino em série confessa o crime a um dos membros do acampamento. Mas os outros sobreviventes continuam no escuro.                                             |     |                         |                  |                             |                       |                       |

## Transmissão internacional
Em 25 de maio de 2016, toda a primeira temporada do Slasher ficou disponível para ser transmitida instantaneamente pela Netflix nos EUA. Em 17 de outubro de 2017, a segunda temporada completa do Slasher ficou disponível para transmissão na Netflix em vários países. A segunda temporada começou a ser exibida no Reino Unido pela Pick-TV.